# Asplenium enatum
Asplenium enatum là một loài dương xỉ trong họ Aspleniaceae. Loài này được Brack. mô tả khoa học đầu tiên.